# 威尼斯布政司
威尼斯布政司（Commune Veneciarum），亦可理解为威尼斯的市府机构，鉴于威尼斯城与共和国互为主体，所以并未使用“市政府”一词。
作为一个行政机构，布政司建立于1143年，和中世纪城邦的概念类似，布政司的基础是建立在威尼斯公民大会（la Concio）之上的。具体的下属机构又包括威尼斯大议会，威尼斯内阁，四十人议会等。不同于其他的意大利城邦，在威尼斯共和化的进程中，总督保留了部分君主制残留来扩大总督和贵族的权力。1297年，塞拉塔法案通过之后，普通公民的权力被进一步限制，威尼斯的贵族阶级得以将权力集中于一个较小的范围中，并且使得威尼斯成为一个较为特殊的商人共和国。由于其代表了最早期的威尼斯城邦本体和政治中心，这个机构一直是共和国主权的最高代表，一直到1423年改革之后，这个机构才被威尼斯最高执政团所取代。